# Tectarius cumingii
Tectarius cumingii is een slakkensoort uit de familie van de Littorinidae. De wetenschappelijke naam van de soort is voor het eerst geldig gepubliceerd in 1846 door Philippi.